# Яблоновка (Озёрский район)

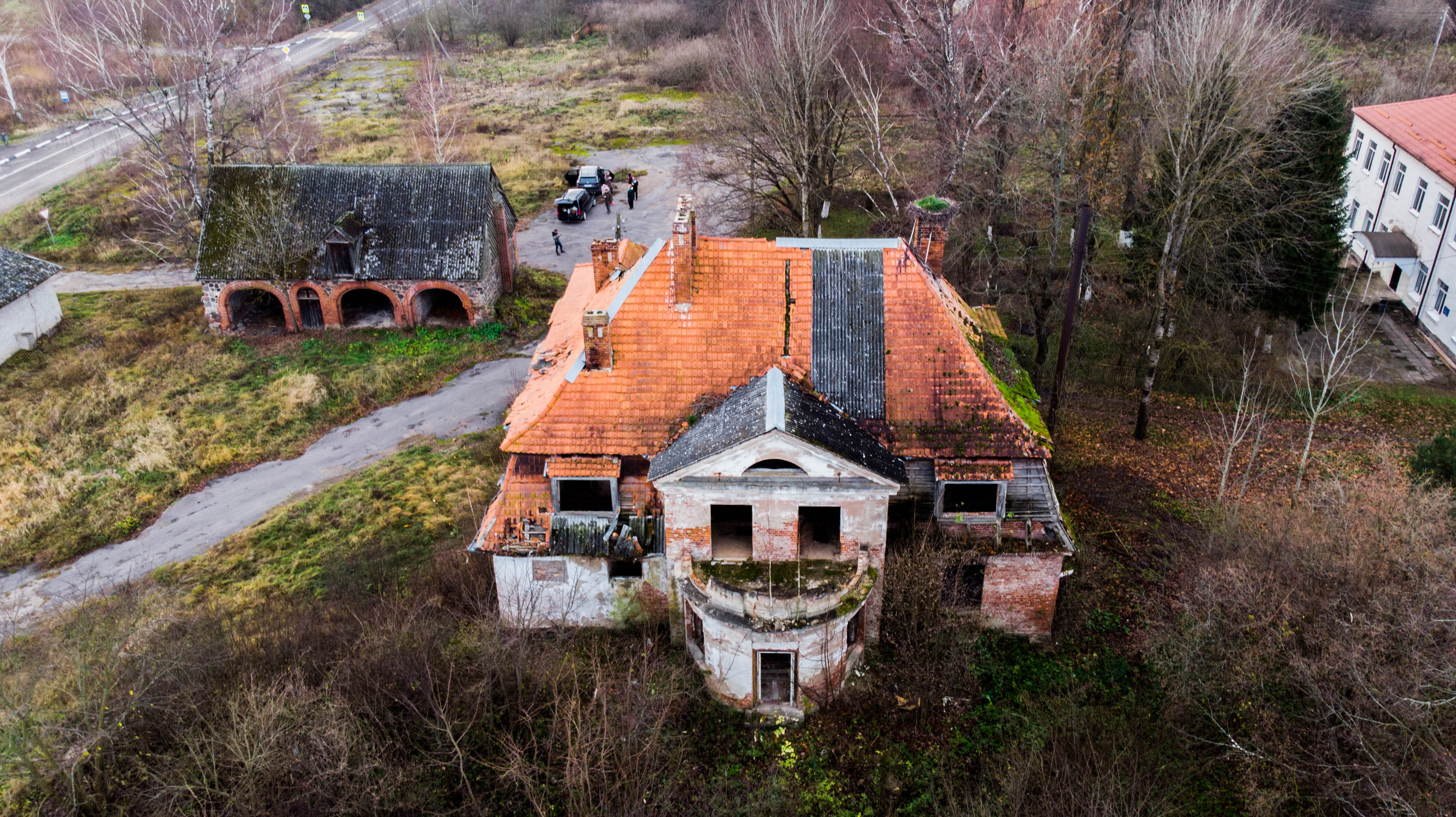
Поселок Яблоновка. ноябрь 2021

Яблоновка (нем. Wilhelmsberg, Вильгельмсберг) — посёлок в Озёрском городском округе Калининградской области. Является административным центром Гавриловского сельского поселения.

## География
Посёлок расположен в 8 километрах восточнее Озёрска. Через него протекает река Разливная.

## История
В 1725 году по приказу короля Фридриха Вильгельма I в Вильгельмсберге была построена кирха. До 1945 года Вильгельмсберг входил в состав Восточной Пруссии, Германия. С 1945 года входил в состав РСФСР СССР. Ныне в составе России. В 1946 году переименован в Яблоновку. 30 июня 2008 года стал административным центром образованного в ходе административной реформы в Российской Федерации Гавриловского сельского поселения.

## Население
| 1910 | 1933 | 1939 | 2002 | 2010 |
| ---- | ---- | ---- | ---- | ---- |
| 51   | ↗553 | ↗579 | ↘197 | ↘182 |

## Достопримечательности
- Развалины кирхи 1725 года.
- Господский дом/дом пастора.
- Каретный домик.